# Vector (biologia molecular)
En la clonació molecular, un vector és una molècula d'ADN que s'utilitza com a vehicle per transportar artificialment material genètic estrany a una altra cèl·lula, on es pot replicar i/o expressar (per exemple, plasmidis, cosmidis, fags lambda). Un vector que conté ADN estrany es denomina ADN recombinant. Els quatre principals tipus de vectors són els plasmidis, els vectors vírics, els cosmidis i els cromosomes artificials. D'aquests, els vectors més utilitzats són els plasmidis. Comuns a tots els vectors dissenyats tenen un origen de replicació, un lloc de multiclonació i un marcador seleccionable.
Un cop dins la cèl·lula (sistema d'expressió), que pot ser tant procariota, com eucariota, el vector, utilitzant la maquinària cel·lular de l'hoste, podrà multiplicar-se produint diverses còpies, i segons el tipus de vector, expressar la proteïna codificada pel gen inserit en el vector.
Generalment, el plasmidi o vector utilitzat en biologia molecular és resultat de la modificació d'un plasmidi natural, per tècniques d'ADN recombinant, per tal de dur elements reguladors que milloren la replicació del propi vector dins de la cèl·lula hoste, així com, en determinats vectors/hostes, la transcripció genètica i posterior expressió de la proteïna codificada en el gen inserit en el vector, parlem aleshores de vectors d'expressió. Les proteïnes produïdes per vectors d'expressió, les anomenem proteïnes recombinants. Els vectors d'expressió són eines bàsiques en biotecnologia, i utilitzats per produir proteïnes recombinants tan importants com la insulina que és usada en el tractament de malalts de diabetis.

## Vectors d'expressió enEscherichia coli
Segons l'ús del vector i l'organisme on es vulgui introduir el vector, caldrà usar un tipus o un altre de vector. E. coli sol ser la primera opció alhora d'escollir un sistema d'expressió. Existeixen gran quantitat de protocols de manipulació genètica optimitzats en "E. coli", és fàcil i econòmic de fer créixer, i sol tolerar l'expressió de gran quantitat de proteïnes recombinants. Centenars de proteïnes han estat expressades en "E. coli" en els darrers 30 anys, usant diferents vectors d'expressió. Tot i així, "E. coli" no és sempre el sistema d'expressió adient, i proteïnes que requereixen per la seva activitat de modificacions posttranscripcionals (per exemple, glicosilació, etc.) han de ser expressades en cèl·lules eucariotes.
Els factors que influenciaran en l'elecció del vector d'expressió per una proteïna determinada per ser expressada en "E. coli" seran:
- La mida de la proteïna recombinant. Les proteïnes petites o polipèptids (menors de 100 aminoàcids) s'expressen millor com a proteïnes de fusió. És a dir, unides a una altra proteïna portadora, que ajudara a la seva estabilitat, i purificació. Un cop purificada es pot eliminar la proteïna portadora per proteòlisis, recuperant la proteïna d'interès. Les proteïnes petites solen ser de difícil purificció en "E. coli", ja que solen acumular-se en el bacteri en forma insoluble formant part dels cossos d'inclusió.
- La quantitat de proteïna recombinant a produir. Si només es desitja produir petites quantitats de proteïna, no caldrà optimitzar massa el tipus de vector necessari, ja que tots produiran més o menys proteïna. La majoria dels vectors estàndards seran en la majoria dels casos suficient. En canvi, si el que es vol és produir gran quantitats de proteïna caldrà testar gran quantitat de vectors fins a robar el més idoni.
- Si es vol obtindre activitat de la proteïna recombinant. Si el propòsit és només obtindre gran quantitats de proteïna, per exemple, per generar anticossos, la majoria de vectors estàndards seran candidats, però si a més és necessari que la proteïna es plegui de forma correcta i conservi la seva activitat enzimàtica, o com a regulador enzimàtic, etc., caldrà anar més amb compte alhora d'escollir un vector d'expressió, i testar diferents vectors a petita escala per l'activitat.

## Tipus de vectors
- Plasmidis. Vectors dissenyats per transformar bacteris, generalment "E. coli", amb la finalitat d'amplificar el vector per clonació (per exemple el vector pBR322), seqüenciar la inserció, expressió de proteïna recombinant (per exemple pUC18, pET28), amplificar inserit per clonar en altres vectors, crear seqüències d'ADN per proteïnes de fusió, clonació d'ADN complementari (ADNc). Alguns d'aquests vectors són pBR322, pBluescript II, serie pET, serie pGEX, series pUC, entre d'altres.
- Vectors lambda (λ)..[3] Els vectors són útils per la clonació de relativament petits fragments de DNA, però no tenen a capacitat dels vectors lambda. Són més eficients alhora de fer i mantenir biblioteques d'ADN complementari, i per mantenir grans fragments d'ADN cromosomal. Exemples de vectors lambda són: λZAP, λEMBL.
- Per transfecció en mamífers.. Són vectors principalment per expressar proteïnes o proteïnes de fusió en cèl·lules de mamífer. Sovint se les afegeix un fragment polipèptid extra a la proteïna com a etiqueta ("tag" en anglès) per facilitar la visualització per microscòpia confocal, o la detecció per Transferència Western.
- Per transfecció en llevat.
- Vectors llançadora.